# Ivo Glowatzky
Ivo Glowatzky je hrvatski odvjetnik. Poznat je kao branitelj poznatih hrvatskih političkih disidenata. Branio je Franju Tuđmana, Dražena Budišu, Jozu Ivičevića, Stjepana Sučića, Benjamina Tolića, Mirka Vidovića, a valja istaknuti braniteljsku ulogu u prvom velikom političkom procesu u Hrvatskoj, kad je optuženik bio profesor Filozofskog fakulteta u Zadru Mihail Mihajlov, ruski emigrant, kojem se sudilo zbog Moskovskog ljeta i knjige o ruskim gulazima.
Bez obzirom na to da što je bio samo branitelj disidenata, u titoističkoj Hrvatskoj su i djelovanja takvih odvjetnika bila smatrana oporbenima: osim Glowatzkog, za to su bili osumnjičeni odvjetnici Ivo Politeo, Slobodan Budak i ondašnji student prava Dobroslav Paraga.
Ivo Glowatzky brat je Vikija Glovackog, poznatog autora hitova pisanih kajkavštinom poput Dobro mi došel prijatel. Otac je glazbenika Tonija Glowatzkog i svekar Ljerke Palatinuš.

## Vanjske poveznice
- Anderson Herald - Anderson, Indiana, 29. rujna 1966.